# Irene Navarro
Irene Navarro Díaz (Alicante, 4 de enero de 1982) es una política española, alcaldesa de la localidad alicantina de Petrel desde el 8 de julio de 2017.

## Biografía
Nació en Alicante en 1982 en el Hospital General Universitario de Alicante, sin embargo creció en el Distrito La Frontera de Petrel, en la Provincia de Alicante. Estudió la educación secundaria en el IES Azorín de Petrel y posteriormente obtuvo en 2004 la licenciatura en Óptica y Optometría en la Universidad de Alicante cuando tenía veintidós años. Según su currículum oficial, trabajó en su ámbito profesional durante casi cinco años en Rincón de la Victoria (Málaga) y cerca de dos años en Elche.

## Trayectoria política
En 2011, aceptó la propuesta del líder del PSOE de Petrel en aquel momento, Alfonso Lacasa, para formar parte de la candidatura de su partido y concurrir a las elecciones municipales de 2011 como número 3. Finalmente, en los comicios locales el PSOE de la localidad consiguió 6 concejales y, por tanto, pasó a ser concejala del Ayuntamiento el 14 de junio de 2011. No obstante, al no conseguir la mayoría, integró la oposición local.
En las elecciones municipales de 2015, volvió a integrar la lista de la candidatura de Alfonso Lacasa como número 2, en las que consiguieron igualmente 6 concejales pero sí pudieron formar un gobierno de coalición con los grupos políticos de Compromís y EUPV. Dentro del gobierno municipal, Irene Navarro asumió las Concejalías de Servicios Generales, Fiestas, Comercio y Mercados, Cementerio y Consumo. Dos años más tarde, el 8 de julio de 2017, asumió la alcaldía del municipio tras la dimisión de Alfonso Lacasa como alcalde.
En las elecciones locales de 2019 se presentó encabezando la candidatura de su partido a las elecciones locales, obteniendo un respaldo mayoritario en las urnas y consiguiendo mayoría absoluta con 13 actas de concejal/a. Cuatro años después, en las últimas elecciones locales de mayo de 2023, repitió al frente de la candidatura del PSOE obteniendo 11 actas y reteniendo la alcaldía y la mayoría absoluta en una Corporación formada por 21 concejales.
Entre sus logros se encuentra la inversión de más de 1 millón de euros en mejoras de los polígonos, y 168 proyectos de emprendedores impulsados desde la iniciativa Petreremprende. En materia de Deportes se han invertido unos 4 millones de euros en instalaciones deportivas y se ha duplicado las subvenciones a los clubes deportivos. También ha conseguido que la administración valenciana acometa la ampliación y reforma del Centro de Salud Petrer II con una inversión de 4,1 millones de euros, se han llevado a cabo más de 800 actividades culturales y 416 000 euros en subvenciones a asociaciones.